# Motina
Motina là một chi bướm đêm thuộc họ Erebidae.